# Отровна змия
Отровните змии са видове от подразред Serpentes които произвеждат отрова. Членовете на семействата Аспидови, Отровници, Atractaspididae и Смокообразни са сред най-отровните змии.

## Списък на най-отровните змии
Brian Bush е Австралийски херпетолог — биохимик. По-долната класация е продукт на неговите виждания по въпроса. Освен този списък съществуват поне още петдесет подобни, някои от които се различават тотално един от друг. Не може конкретно да се каже коя класация е правилна и коя — не. От всички видове отровни змии, много добре е проучена отровата едва на 40 — 50. За отровата на още стотина се знае наистина много. За останалите — почти нищо. В списъка не са представени силноотровни змии като: Новогвинейски тайпан, Бумсланг, някои Ботропси, някои Морски змии и др. поради неясноти относно химическият състав на отровата им.
1. Континентален тайпан- Oxyuranus Microlepidotus
2. Източна псевдоная— Pseudonaja Textilis
3. Тайпан – Oxyuranus Scutellatus
4. Източноконтинентална Тигрова змия – Notechis Scutatus S.
5. Черна островна Тигрова змия – Notechis ater Niger
6. Клюнеста Морска змия – Enhydryna Schistosa
7. Notechis Scutatus Occidentalis – (Подвид на Източноконтиненталната Тигрова змия)
8. Черна мамба – Dendroaspis Polylepis
9. Тигрова змия от о. Чапъл – Notechis ater Serventyi
10. Южна Смъртна змия – Acanthophis Antarcticus
11. Западна Псевдоная – Pseudonaja Nuchalis
12. Медноглава змия – Austrelaps Superbus
13. Индийска Кобра- Naja Naja
14. Pseudonaja Affinis A.
15. Папуаска Аспида – Pseudechis Papuanus
16. Жълт Хоплоцефал – Hoplocephalus Stephensii
17. Едро-люспеста змия – Tropidechis Carinatus
18. Кралска Кобра – Ophiophagus Hannah
19. Pseudechis Guttatus
20. Pseudechis Colletti
21. Мулга – Pseudechis Australis
22. Черна Аспида – Pseudechis Porphyriacus
23. Черноглава змия – Cryptophis Nigrescens
24. Ромбичен Кротал – Crotalus Adamanteus
25. Маслинена Демансия – Demansia Olivacea
26. Ютакански кротал
27. Воден щитомордник
28. Зелена мамба
29. Бумсланг
30. Коралова змия